# Jillert Cammenga
Jillert Cammenga (* 17. Mai 1911 in Enkhuizen; † 9. Juli 1993 in Utrecht) war ein niederländischer Komponist, Arrangeur und Dirigent.

## Leben
Jillert Cammenga erlernte mit 12 Jahren Flügelhorn im Städtischen Musikkorps. Sein Lehrer war Frans van Diepenbeek aus Amsterdam. Da aus dem Fanfare-Orchester ein Harmonie-Orchester wurde, musste er Klarinette und Saxophon erlernen. Kurz vor dem Zweiten Weltkrieg heiratete er und zog nach Zwolle. Dort wurde er aktives Mitglied des Städtischen Orchesters und Dirigent des Fanfare-Orchesters Kunst naar Arbeid in Ittersum. Nach dem Zweiten Weltkrieg und während des Indonesien-Kriegs war er beauftragt in Utrecht ein Musikkorps van de Geneeskundige Troepen aufzustellen, das bis 1957 bestehen blieb. Im Jahr 1955 zog er mit seiner Familie nach Amersfoort und er betätigte sich auch als Rezensent und Autor von Aufsätzen in dem Magazin Musica. Er studierte privat bei Gerard Boedijn, Piet van Mever H. Lureman und J. Jakma Harmonielehre und Instrumentation. 1973 wurde er Lehrer in der Musikschule in Amersfoort.

## Werke

### Werke für Blasorchester
- 1970 Tango Elfetica
- 1973 Fantasie in Bes
- 1974 Tempi Variatione Fantasie
- 1976 De Vrolijke Specht (Marsch für Spielmannszug), Schroën Muziekcentrale
- 1979 Intro and Dance Fantasie
- 1980 Nostalgie (Amsterdammer in Parijs)